# Euphorbia guachanca
Euphorbia guachanca är en törelväxtart som beskrevs av Félix de Azara. Euphorbia guachanca ingår i släktet törlar, och familjen törelväxter.
Artens utbredningsområde är Peru. Inga underarter finns listade i Catalogue of Life.